# 諾西艾寧

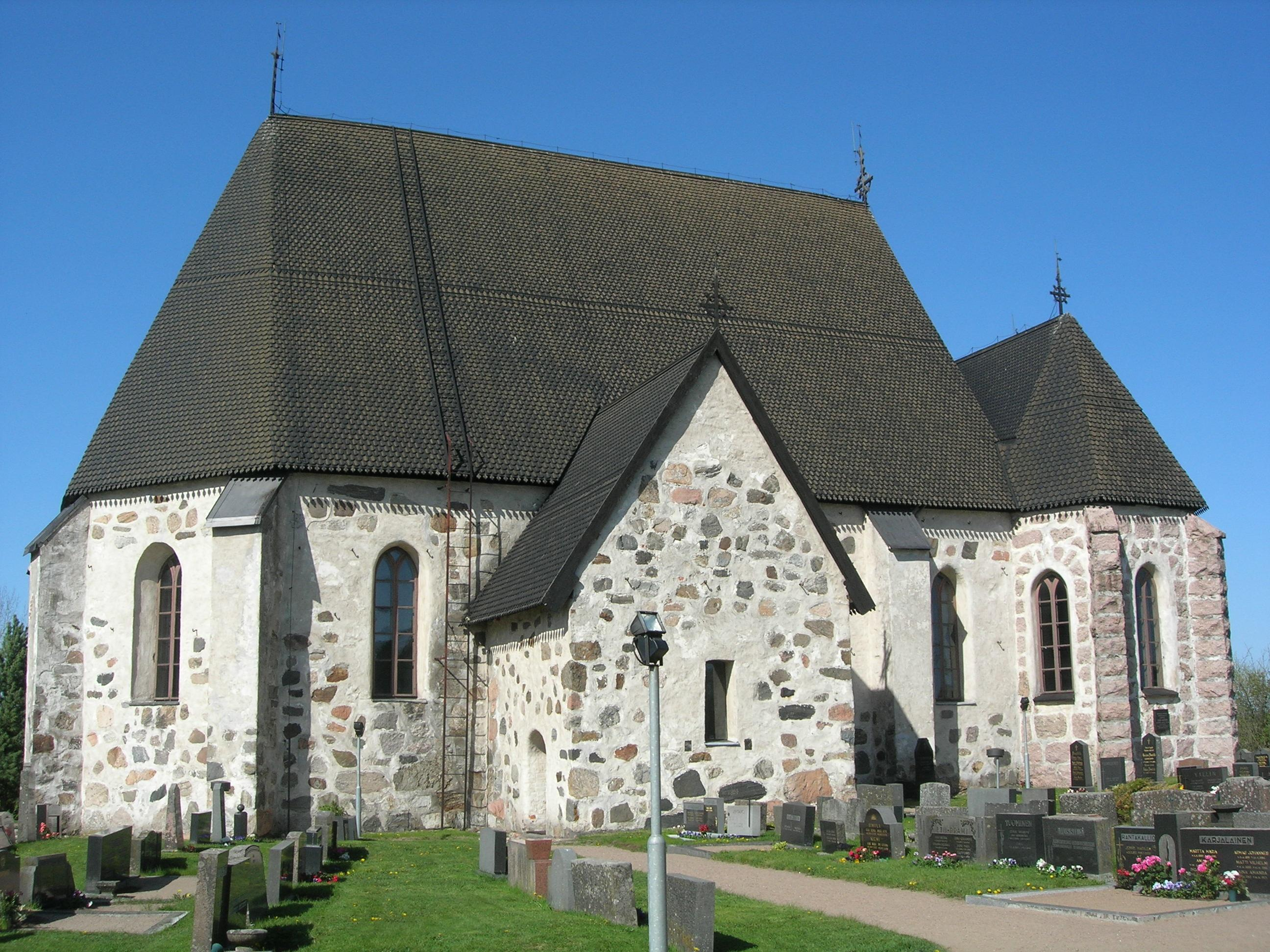
诺西艾宁教堂

諾西艾寧（芬蘭語：Nousiainen）是芬蘭的市鎮，位於該國南部，由西南芬蘭區負責管轄，始建於1867年，面積199平方公里，2013年人口4,866，人口密度為每平方公里24.48人。

## 经济
农业一直是 Nousiainen 最重要的产业。

## 外部連結
- Municipality of Nousiainen（页面存档备份，存于） – Official website